# Биково (Нюксенський район)
Би́ково (рос. Быково) — присілок у складі Нюксенського району Вологодської області, Росія. Входить до складу Городищенського сільського поселення.

## Населення
Населення — 11 осіб (2010; 19 у 2002).
Національний склад (станом на 2002 рік):
- росіяни — 100 %